# 바탕 함수 집합
바탕 함수 집합(-函數集合) 또는 기저 함수 집합(基底函數集合, basis set)은 계산화학과 이론화학에서 사용하는 함수 종류다. 계산화학과 이론화학에서는 전자의 파동 함수를 주로 연구하는데, 여기에서 파동 함수를 표현할 때 사용하는 함수 종류들을 바탕 함수 집합이라고 한다.

## 개요
계산화학에서 바탕 함수 집합을 사용하지 않고도 파동 함수를 표현할 수는 있지만, 대부분 바탕 함수 집합을 사용한다.. 그 이유는 계산화학에서 원자 궤도 함수 선형 결합을 사용하기 때문이다. 원자 궤도 선형 결합은 슈뢰딩거 방정식을 풀기 위해 사용되는 계산이다. 원자 궤도 함수 선형 결합의 이론에 의하면 모든 파동함수는 정해진 함수의 선형 결합으로 나타낼 수 있다. 
초기에는 원자들의 파동함수를 함수 선형 결합으로 표현했고. 분자의 파동함수를 원자 파동함수의 선형 결합으로 표현했다.  
대부분의 바탕 함수는 원자 궤도 함수와 비슷한 함수이다.

## 평면파 바탕 함수 집합
궤도 함수를 평면파의 선형 결합으로 나타내는 것도 가능하다. 즉, 평면파만으로 바탕 함수 집합을 구성할 수 있다. 평면파는 블로흐 정리의 해가 되며, 주기성이 명확히 드러나므로 주기적 경계 조건이 있는 문제를 다루기에 좋으며, 따라서 단순한 구조가 반복되는 거대한 구조를 계산하기에 적합하다. 반면, 한 개의 원자를 실용적으로 정확하게 나타내는 데에도 바탕 함수 수백 개를 선형 결합해야 하기 때문에, 원자나 작은 분자 계산에서는 평면파보다는 원자 궤도 함수와 같이 국소적인 함수가 더 적합하다.

## 같이 보기
- 각운동량